# Marco Maurer (Journalist)
Marco Maurer (* 1980 in Nördlingen) ist ein deutscher Journalist und Buchautor.

## Leben
Marco Maurer machte nach seinem Realschulabschluss eine Lehre zum Molkereifachmann und arbeitete später auch in diesem Beruf. In den Folgejahren holte er sein Abitur auf dem Bayernkolleg Augsburg nach, arbeitete bei der Augsburger Allgemeinen und studierte Germanistik, Politik und Journalistik an der Universität Fribourg.
2008 bis 2010 wurde er an der Deutschen Journalistenschule als Redakteur ausgebildet. Seit 2010 arbeitet er regelmäßig für die Süddeutsche Zeitung, Die Zeit und den Bayerischen Rundfunk. Maurer wurde für seine Reportagen, Porträts und Radiofeatures mehrfach ausgezeichnet und beschäftigt sich vor allem mit sozialen Problemen in Deutschland.
Aus einem Artikel („Ich, Arbeiterkind“) für die Wochenzeitung Die Zeit über das deutsche Schulsystem und die mangelnde Chancengerechtigkeit in Deutschland entstand zudem im Verlag Droemer Knaur ein Buch namens „Du bleibst, was du bist – warum bei uns immer noch die soziale Herkunft entscheidet“. Das Buch, für das er Aufsteiger wie Frank-Walter Steinmeier, Cem Özdemir, aber auch Wissenschaftler wie Jutta Allmendinger und Joseph E. Stiglitz traf, wurde von den Kritiken hoch gelobt. In der Süddeutschen Zeitung etwa hieß es: „Marco Maurer hat eine furiose Abrechnung mit unserer bildungspolitischen Klassengesellschaft geschrieben“. Die NZZ am Sonntag schrieb, das Buch „ist eine wütende Reise durch ein zutiefst ständisch denkendes Deutschland. (…) Es wird klar: Würde man Arbeiterkindern wie Maurer künftig die Tür zur Bildung weiter aufstoßen, das ganze Land wäre ein anderes.“
Später war Maurer Reporter und Redakteur für die NEON. Aufsehen erregte unter anderem ein Text, in der sich Maurer als Undercover-Reporter bei einer Leserreise der rechten „PI-News“, Politically Incorrect, durch Israel einschleuste. Er wurde unter dem Hashtag #insidePi rege in den sozialen Medien geteilt und führte dazu, dass ein Teilnehmer der Leserreise, Jörg Henke, AfD-Abgeordneter des Thüringer Landtags, lokalpolitische Ämter verlor. Nicht nur eine Vielzahl deutscher Medien berichteten über die Recherche, sondern auch internationale Medien wie die Haaretz.
Im Anschluss war Maurer für die journalistischen Inhalte von Jan Böhmermanns satirischer Late-Night-Show „Neo Magazin Royale“ bei ZDF neo/dem ZDF zuständig. 2021 erschien im Prestel Verlag eine literarische Reportage-Erzählung über einen Roadtrip mit dem Fotografen und Pulitzer-Preisträger Daniel Etter durch Italien. Das Buch stand mehrere Monate lang auf der Spiegel-Bestsellerliste. Auch die Rezensenten fanden Gefallen an der Erzählung, der Spiegel schrieb etwa, es sei „ein Sehnsuchtsbuch“, die Welt am Sonntag urteilte: „Das Buch ist eine Mischung aus Roadmovie und Liebeserklärung an Italien“, die Süddeutsche Zeitung fand, es käme zur rechten Zeit. Und die FAZ urteilte, das Buch sei wie eine „Endlosschleife von Fellini-Filmen“ und sei eine „bezaubernde Lektüre.“
Der Release des Buches wurde von einer auf dem deutschen Buchmarkt einzigartigen analogen wie digitalen Kampagne begleitet, die medial starke Beachtung fand. Zum Erscheinen eröffnete der Autor des Buchs zusammen mit dem Prestel-Verlag in Hamburg die einzige Ein-Buch-Buchhandlung der Welt. Dort gab es für die Dauer von rund zwei Monaten nur das eine Buch zu kaufen. Zudem war es möglich, die Reisestationen der beiden Reporter hautnah nachzuerleben. Die Besucher konnten von Sizilien bis nach Hamburg reisen als säßen sie selbst hinter dem Steuer eines alten Cinquecentos. Sie konnten sozusagen durch das Buch schreiten, von Station zu Station. In dem rund 80 Quadratmeter großen Raum gab es unter anderem eine Turiner Autowerkstatt, ein Bauernhof-Cafe aus den 50er und 60er Jahren, einen stilisierten Alpenübergang (Timmelsjoch) und eine kleine italienische Kirche. Das Herz der Buchhandlung, die wie ein Museum funktionierte, war eine italienische Küche in der Maurer häufig kochte. Maurer sagte dem Abendblatt auch, der Buchladen sei in Zeiten der Pandemie einerseits eine Einladung im Kopf eine Reise anzutreten, anderseits ein Statement gegen die Gentrifizierung der Städte, in der immer weniger Menschen mit nicht-akademischen Berufen arbeiten und leben können.
Als eine Art Reise- und Museumsführer agierte Maurer, der die Gäste durch die Buchhandlung lotste. Auf seiner Schultern saß dabei oft ein echter Papagei, der auf den Namen Andraco hörte. Der Spiegel schrieb über die Buchhandlung: „Maurer schafft einen Ort, der die Sehnsucht abbildet – und im Idealfall ein wenig stillt.“
Die gesamte Aktion wurde auch im digitalen Raum gespielt. Einerseits wurde die Ein-Buch-Buchhandlung digitalisiert und ist hier für immer abzurufen. Anderseits sprach Marco Maurer in diesen Räumen mit prominenten Gästen über verschiedenste Themen der Zeit, unter anderem mit Francesco Wilking, Johanna Haberer, Dirk von Gehlen, Jasmin Schreiber, Lars Weisbrod, Melissa Forti, Dmitrij Kapitelman und Ruben Neugebauer. Die Gespräche sind noch immer auf dem eigens dafür gegründeten Instagram-Account @marcoeamici abzurufen. Francesco Wilking, Dirk von Gehlen und Marco Maurer gründeten im Rahmen der Aktion eigens das sogenannte ZDIF, das Zweite-Deutsch-Italienische-Fernsehen. Das Buch hinter dem Projekt „Meine italienische Reise – oder wie ich mir in Sizilien einen uralten Cinquecento kaufte und einfach nach Hause fuhr“ wurde auf der Frankfurter Buchmesse mit dem Premio Enit ausgezeichnet.
Maurer war von 2022 bis 2023 beim NZZ Magazin der NZZ am Sonntag angestellt, wo er eine Käsekolumne schrieb.  Seit 2024 ist er für den Tages-Anzeiger im Ressort Leben tätig.

## Auszeichnungen
- 2008: Journalistenpreis Filmjournalismus[30]
- 2010: Karl-Buchrucker-Preis[31]
- 2011: CIVIS Radiopreis[32]
- 2013: Next Generation of Science Journalists Award[33]
- 2013: Best Cancer Reporter Award[34]
- 2013: Helmut-Stegmann-Preis[35]
- 2013: Deutscher Journalistenpreis[36]
- 2013: Dietrich Oppenberg-Medienpreis der Stiftung Lesen[37]
- 2014: Dr. Georg Schreiber-Medienpreis[38]
- 2014: EU Health Price for Journalists der Europäischen Kommission[39]
- 2014: Deutscher Sozialpreis der Bundesarbeitsgemeinschaft der Freien Wohlfahrtspflege[40]
- 2014: Axel-Springer-Preis[41]
- 2016: BVKJ Medienpreis[42]
- 2021: Premio Enit[43]

## Bücher
- Du bleibst, was du bist: Warum bei uns immer noch die soziale Herkunft entscheidet. Droemer, München 2015, ISBN 978-3-426-27633-4.
- Meine italienische Reise – oder wie ich mir in Sizilien einen uralten Cinquecento kaufte und einfach nach Hause fuhr. Prestel, München 2021, ISBN 978-3-7913-8694-2.